# Джони грабна пушката
 Тази статия е за романа.  За филма вижте Джони грабна пушката (филм).  
„Джони грабна пушката“ (на английски: Johnny Got His Gun) е роман от 1939 година на американския писател Долтън Тръмбо.
Книгата е сред успешните образци на антивоенната литература в междувоенни период. В центъра на сюжета е войник, на име Джо Бонам, който губи във войната крайниците, очите, ушите и езика си. Сюжетът на романа се развива около борбата на Джо да запази единственото нещо, което му е останало - разсъдъка си.
През 1971 година Тръмбо режисира едноименен филм по романа.